# Polana carla
Polana carla är en insektsart som beskrevs av Delong 1980. Polana carla ingår i släktet Polana och familjen dvärgstritar. Inga underarter finns listade i Catalogue of Life.